# Okręty podwodne typu Mameli
Okręty podwodne typu Mameli – włoskie okręty podwodne z okresu dwudziestolecia międzywojennego i II wojny światowej. Jednostki mierzyły 64,6 metra długości, 6,51 metra szerokości i miały zanurzenie 4,3 metra, a ich wyporność nawodna wynosiła 810 ton. Uzbrojone były w działo pokładowe kalibru 102 mm, dwa wielkokalibrowe karabiny maszynowe kalibru 13,2 mm oraz 10 torped, wystrzeliwanych z sześciu wyrzutni torped kalibru 533 mm.
W latach 1925–1929 w stoczni Cantieri navali Tosi di Taranto w Tarencie zbudowano cztery jednostki tego typu. Okręty weszły w skład włoskiej marynarki w 1929 roku. Pełniły służbę na Morzu Śródziemnym i Atlantyku, biorąc udział m.in. w wojnie domowej w Hiszpanii i kampanii śródziemnomorskiej. „Pier Capponi” został zatopiony 31 marca 1941 roku przez brytyjski okręt podwodny, a pozostałe trzy jednostki przetrwały wojnę i zostały wycofane ze służby w 1948 roku.

## Projekt i budowa
Przyjęty przez Włochy program zbrojeniowy z lat 1923–1924 zakładał zbudowanie okrętów o łącznej wyporności 36 568 ton, na co miały się składać dwa krążowniki ciężkie („Trento” i „Trieste”), niszczyciele typów Sauro i Turbine oraz okręty podwodne typów Balilla, Pisani i Mameli. Projekt oceanicznych okrętów typu Mameli powstał w wyniku zbadania konstrukcji i doświadczeń z eksploatacji otrzymanych po I wojnie światowej U-Bootów Kaiserliche Marine. Jednostki zaprojektował pułkownik Virginio Cavallini. Przyjęto konstrukcję jednokadłubową, z dużym kioskiem. Powstały solidne okręty o dobrej manewrowości podwodnej i dużej dopuszczalnej głębokości zanurzania, problemem była jednak ich słaba stateczność. Rozwiązano go instalując zewnętrzne siodłowe zbiorniki balastowe, co jednak zmniejszyło osiąganą prędkość maksymalną (z projektowanych 17,2 węzła na powierzchni do 15 węzłów i podwodną z 7,7 do 7,5 węzła) . Mameli był pierwszym typem okrętów podwodnych skonstruowanym we Włoszech po I wojnie światowej.
Wszystkie okręty typu Mameli zbudowane zostały w stoczni Cantieri navali Tosi di Taranto w Tarencie . Stępki jednostek położono w 1925 roku, a zwodowane zostały w latach 1926–1928.
| Okręt                 | Stocznia | Początek budowy  | Wodowanie       | Wejście do służby | Los                     |
| --------------------- | -------- | ---------------- | --------------- | ----------------- | ----------------------- |
| „Goffredo Mameli”     | Tosi     | 17 sierpnia 1925 | 9 grudnia 1926  | 20 stycznia 1929  | wycofany 1 lutego 1948  |
| „Pier Capponi”        | Tosi     | 27 sierpnia 1925 | 19 czerwca 1927 | 20 stycznia 1929  | zatopiony 31 marca 1941 |
| „Giovanni da Procida” | Tosi     | 21 września 1925 | 1 kwietnia 1928 | 20 stycznia 1929  | wycofany 1 lutego 1948  |
| „Tito Speri”          | Tosi     | 28 września 1925 | 25 maja 1928    | 20 sierpnia 1929  | wycofany 1 lutego 1948  |

## Dane taktyczno-techniczne
Jednostki typu Mameli były średniej wielkości oceanicznymi okrętami podwodnymi o konstrukcji jednokadłubowej . Długość całkowita wynosiła 64,6 metra, szerokość 6,51 metra i zanurzenie 4,3 metra. Wyporność normalna w położeniu nawodnym wynosiła 810 ton, a w zanurzeniu 993 tony . Okręty napędzane były na powierzchni przez dwa 8-cylindrowe czterosuwowe silniki wysokoprężne Tosi o łącznej mocy 3000 KM. Napęd podwodny zapewniały dwa silniki elektryczne CGE o łącznej mocy 1100 KM. Dwuśrubowy układ napędowy pozwalał osiągnąć prędkość 15 węzłów na powierzchni i 7,5 węzła w zanurzeniu. Zasięg wynosił 3500 Mm przy prędkości 8 węzłów w położeniu nawodnym oraz 64 Mm przy prędkości 4 węzłów w zanurzeniu. Zbiorniki paliwa mieściły 48 ton oleju napędowego . Energia elektryczna magazynowana była w baterii akumulatorów składającej się ze 112 ogniw  . Dopuszczalna głębokość zanurzenia wynosiła 100 metrów .
Okręty wyposażone były w sześć stałych wyrzutni torped kalibru 533 mm: cztery na dziobie i dwie na rufie, z łącznym zapasem 10 torped . Uzbrojenie artyleryjskie stanowiło umieszczone przed kioskiem pojedyncze działo pokładowe kalibru 102 mm Schneider–Armstrong 1914-15 L/35 . Broń przeciwlotniczą stanowiły dwa pojedyncze wielkokalibrowe karabiny maszynowe kalibru 13,2 mm L/76 . Jednostki wyposażone też były w hydrofony .
Załoga pojedynczego okrętu składała się z 5 oficerów oraz 44 podoficerów i marynarzy.

## Służba
Trzy pierwsze okręty typu Mameli („Goffredo Mameli”, „Pier Capponi” i „Giovanni da Procida”) zostały wcielone do służby w Regia Marina 20 stycznia 1929 roku, a ostatni – „Tito Speri” – 20 sierpnia tego roku. Wszystkie okręty rozpoczęły służbę na Morzu Śródziemnym, wchodząc w skład eskadry (wł. Squadriglia) okrętów podwodnych średniego zasięgu Flotylli stacjonującej w Tarencie.
Wiosną 1929 roku „Goffredo Mameli” w towarzystwie „Domenico Millelire” udały się na Atlantyk celem przeprowadzenia prób łączności radiowej ze stacjami znajdującymi się we Włoszech. W 1929 roku „Pier Capponi”, „Goffredo Mameli” i „Giovanni da Procida” odbyły daleki rejs wzdłuż wybrzeży Hiszpanii na Atlantyk, docierając do Kadyksu i Lizbony. W 1930 roku eskadra okrętów podwodnych średniego zasięgu, w której służyły jednostki typu Mameli, została przemianowana na 4 eskadrę okrętów podwodnych. W 1930 roku „Pier Capponi”, „Goffredo Mameli” i „Tito Speri” odbyły rejs do portów Grecji i Dodekanezu. W 1931 roku okręty 4. eskadry przebazowano do Neapolu. W 1933 roku wszystkie jednostki typu Mameli odbyły dwudziestodniowy rejs szkoleniowy, zawijając do Salonik oraz na Leros i Rodos.
W 1934 roku okręty 4. eskadry powróciły do Tarentu, a zespół został przemianowany na 9 eskadrę 3. Flotylli, kontynuując szkolenie i wykonując krótkie rejsy po portach włoskich i Dodekanezu. W 1935 roku 9 eskadrę przekształcono w 12 eskadrę. Podczas wojny domowej w Hiszpanii „Pier Capponi”, „Giovanni da Procida” i „Tito Speri” odbyły razem pięć misji specjalnych trwających łącznie trzydzieści osiem dni. W 1938 roku 12 eskadrę przekształcono w 41 eskadrę; w 1939 roku zmieniono po raz kolejny jej oznaczenie na 31 eskadrę i przebazowano do Mesyny. W kwietniu 1939 roku „Goffredo Mameli”, „Giovanni da Procida” i „Tito Speri” znalazły się w składzie sił morskich uczestniczących w operacji pod kryptonimem „O.M.T.”, czyli inwazji na Albanię.
10 czerwca 1940 roku, w momencie ataku Włoch na Francję, wszystkie cztery okręty typu Mameli wchodziły w skład 34. eskadry okrętów podwodnych 3. Flotylli w Mesynie . Podczas pierwszego okresu działań wojennych jednostki zanotowały następujące osiągnięcia: 22 czerwca na północ od Safakis (na pozycji 36°39′N 11°12′E/36,650000 11,200000) „Pier Capponi” zatopił w ataku torpedowo-artyleryjskim szwedzki parowiec „Elgo” o pojemności 1888 BRT (na pokładzie zginął jeden marynarz)  , a 1 sierpnia nieopodal Malty „Goffredo Mameli” zatopił grecki parowiec „Roula” o pojemności 1044 BRT (na pozycji 34°06′N 26°30′E/34,100000 26,500000, załoga ocalała)  . 10 listopada tuż po północy „Pier Capponi” odpalił na pozycji 34°33′N 16°08′E/34,550000 16,133333 trzy niecelne torpedy w kierunku pancernika HMS „Ramillies” .
31 marca 1941 roku płynący z Mesyny do La Spezia „Pier Capponi” został zatopiony w odległości 17 Mm na południe od Stromboli przez brytyjski okręt podwodny HMS „Rorqual” (N74) (na pozycji 38°32′N 15°15′E/38,533333 15,250000). Ze względu na zużycie silników wiosną tego roku „Goffredo Mameli” i „Tito Speri” zostały przeniesione do Szkoły Okrętów Podwodnych w Puli. W 1942 roku na pozostałych w służbie okrętach zużyte jednostki napędowe zostały wymienione na nowe silniki Diesla Tosi o łącznej mocy 4000 KM, przez co prędkość na powierzchni wzrosła do 17 węzłów .
W momencie kapitulacji Włoch we wrześniu 1943 roku „Goffredo Mameli” i „Tito Speri” nadal pełniły funkcje szkoleniowe w Puli, a niesprawny „Giovanni da Procida” znajdował się w Tarencie. Wszystkie trzy okręty poddały się Aliantom, a po przeprowadzeniu prac remontowych zostały w 1944 roku wysłane na Bermudy, a następnie do Zatoki Maine. Włoskie jednostki były wykorzystywane do szkolenia zwalczania okrętów podwodnych przez jednostki lotnictwa i marynarki USA. W lutym 1945 roku „Giovanni da Procida” i „Tito Speri” zostały przeniesione do Guantanamo, dalej uczestnicząc w szkoleniu sił ZOP. Pod koniec działań wojennych „Goffredo Mameli”, „Giovanni da Procida” i „Tito Speri” powróciły do Tarentu, gdzie nie prowadziły już żadnych działań.
Wszystkie ocalałe okręty typu Mameli zostały wycofane ze służby 1 lutego 1948 roku.